# RoboForm
RoboForm是一个密码管理器和填寫表單程式，可在Windows，MacOS，Android，iOS，和Linux操作系统上使用。它与常用的浏览器擴充功能整合，包括Internet Explorer，Firefox，Google Chrome，Microsoft Edge，Safari和Opera。RoboForm儲存并自动输入登录所需的資料，以及其他敏感資訊，例如通訊錄和信用卡資料。

## 概述
RoboForm于1999年由Siber Systems发布。Siber Systems是一家私营公司，总部位于弗吉尼亚州费尔法克斯市。